# Aricia nahizerica
Aricia nahizerica är en fjärilsart som beskrevs av Wolfgang Eckweiler 1978. Aricia nahizerica ingår i släktet Aricia och familjen juvelvingar. Inga underarter finns listade i Catalogue of Life.